# Vasîlivka, Bereznehuvate
Vasîlivka (în ucraineană Василівка) este un sat în comuna Vîsunsk din raionul Bereznehuvate, regiunea Mîkolaiiv, Ucraina.

## Demografie
Componența lingvistică a localității Vasîlivka
     Ucraineană (81,25%)
     Belarusă (12,5%)
     Română (6,25%)
Conform recensământului din 2001, majoritatea populației localității Vasîlivka era vorbitoare de ucraineană (81,25%), existând în minoritate și vorbitori de belarusă (12,5%) și română (6,25%).